# Dobrava, Radlje ob Dravi
Dobrava este o localitate din comuna Radlje ob Dravi, Slovenia, cu o populație de 199 de locuitori.